# Precis archesia
Precis archesia är en fjärilsart som beskrevs av Pieter Cramer 1782. Precis archesia ingår i släktet Precis och familjen praktfjärilar. Inga underarter finns listade i Catalogue of Life.

## Bildgalleri

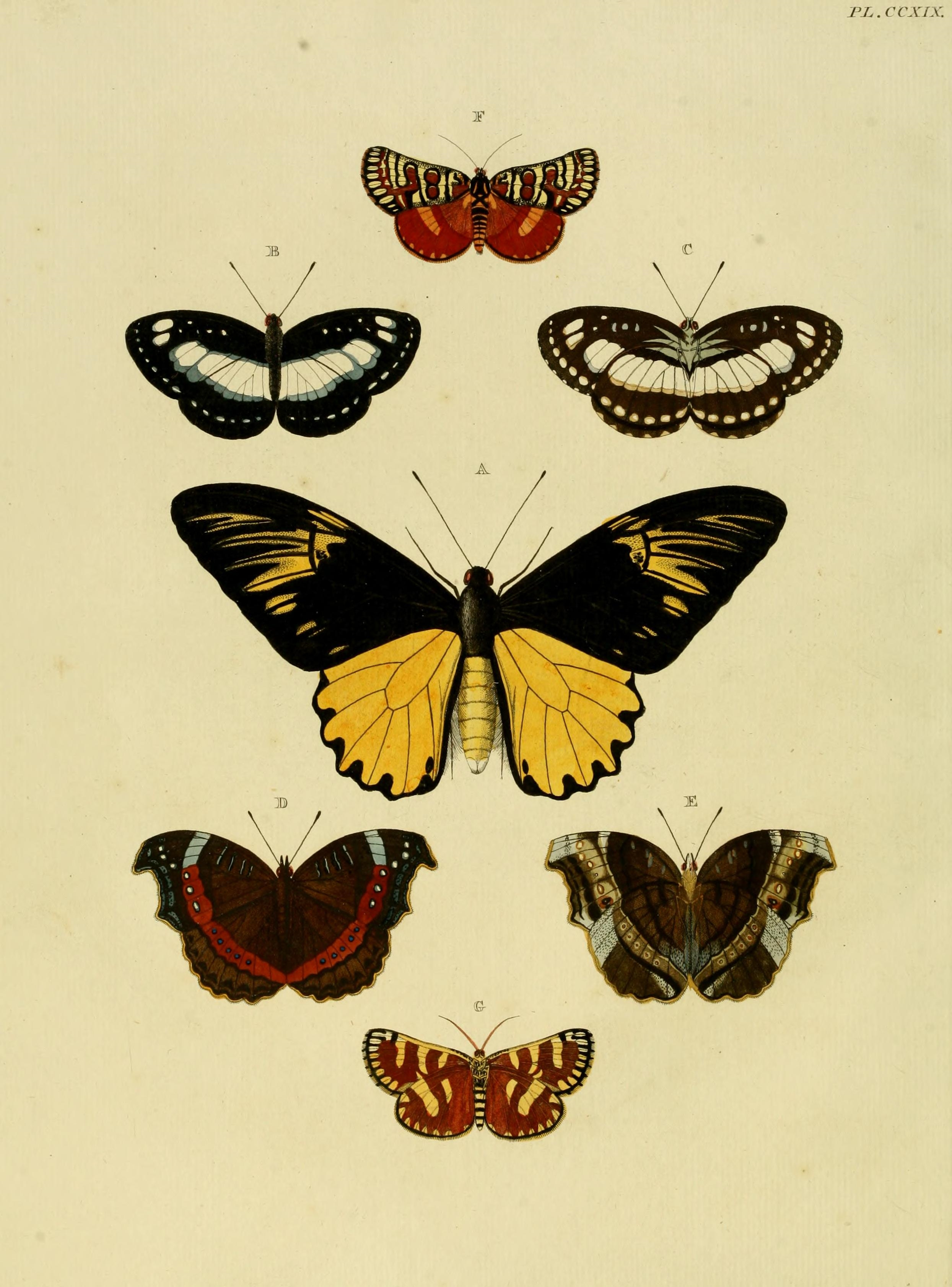
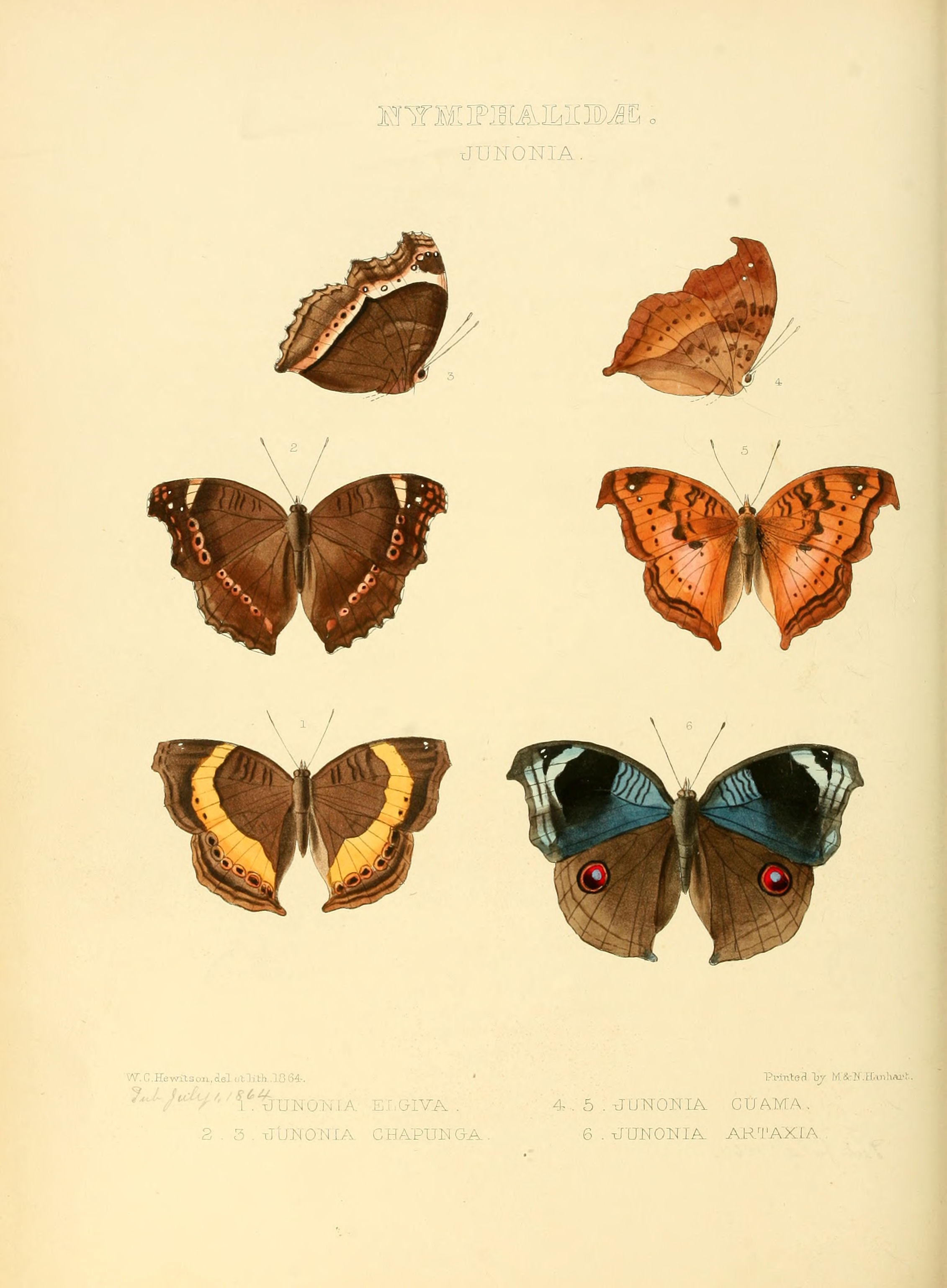
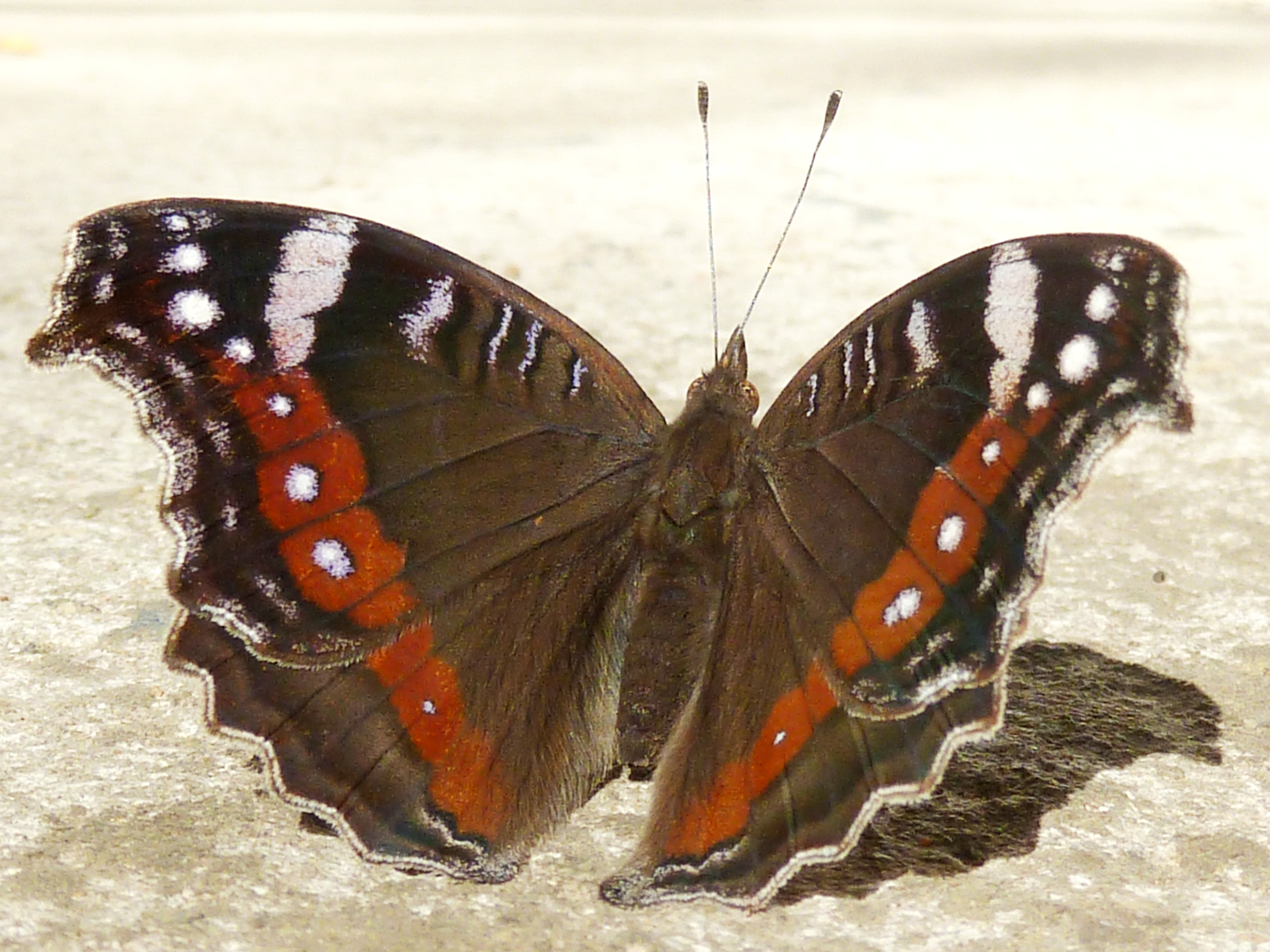
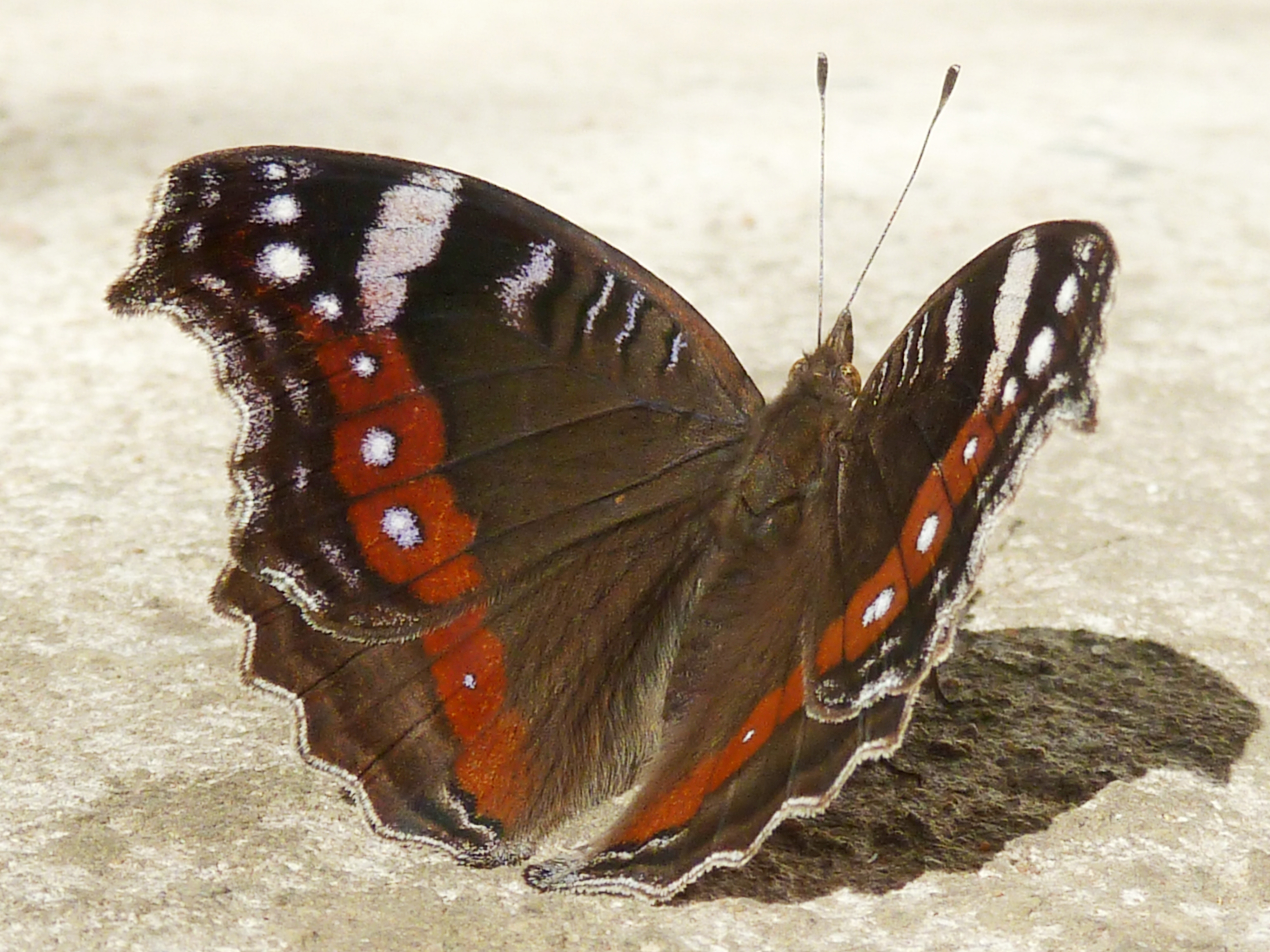
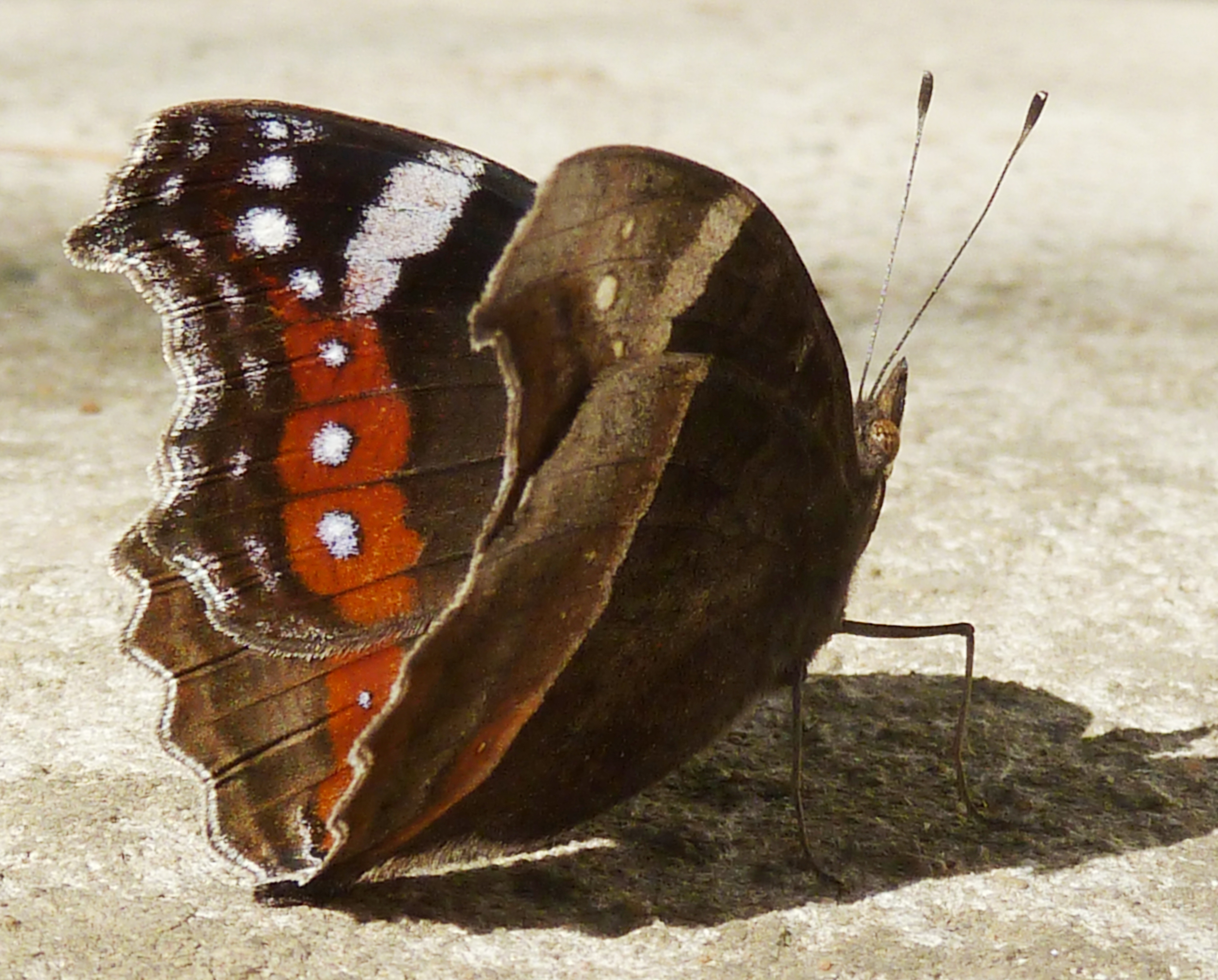
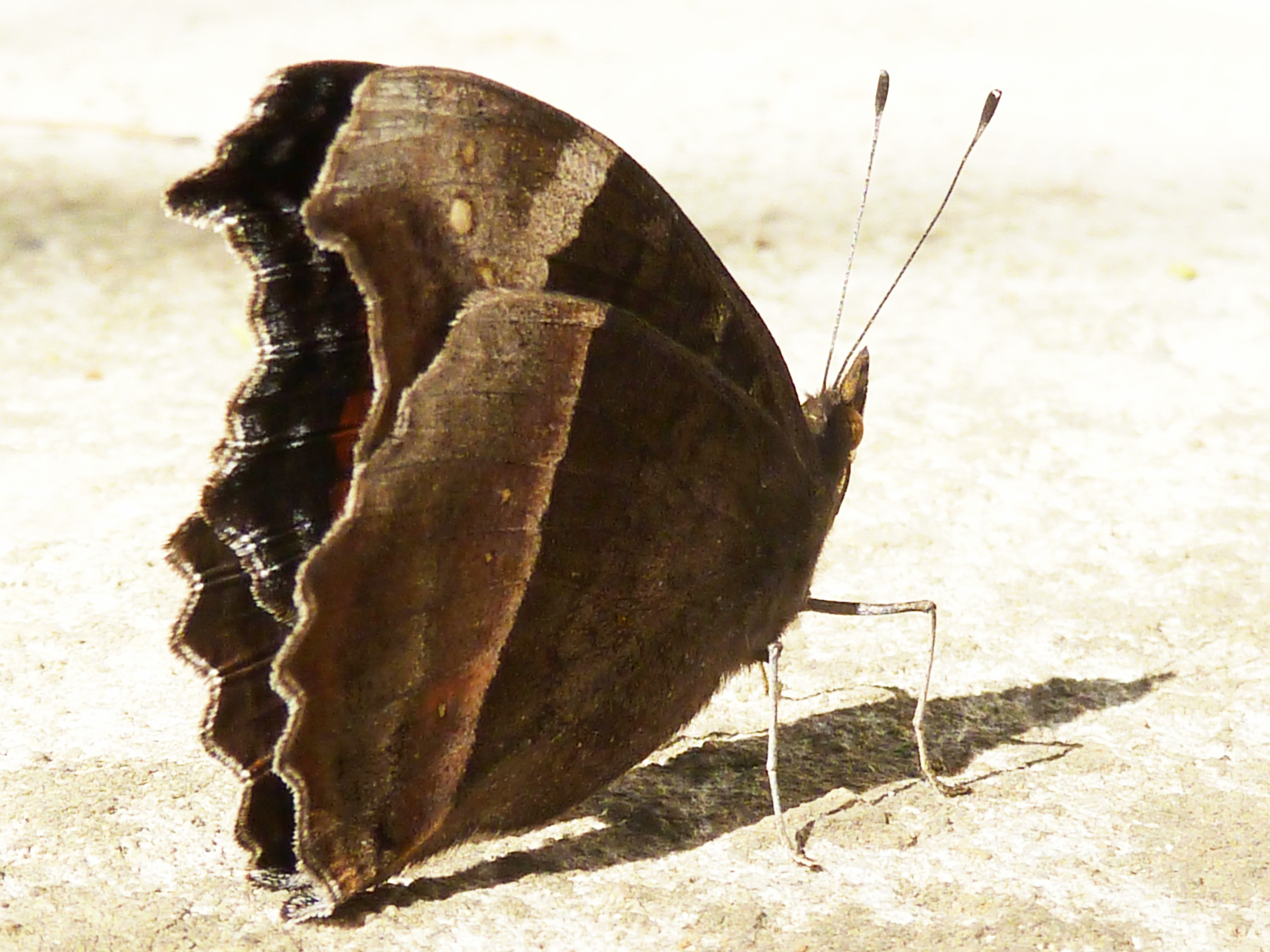